# Maḩalleh Kolā
Maḩalleh Kolā (persiska: محله كلا) är en ort i Iran.   Den ligger i provinsen Mazandaran, i den norra delen av landet, 170 km nordost om huvudstaden Teheran. Antalet invånare är 451.
Terrängen runt Maḩalleh Kolā är mycket platt. Runt Maḩalleh Kolā är det tätbefolkat, med 550 invånare per kvadratkilometer. Närmaste större samhälle är Sari, 13,9 km sydost om Maḩalleh Kolā. Trakten runt Maḩalleh Kolā består till största delen av jordbruksmark.